# Refaïeten
De Refaïeten (Hebreeuws: רְפָאִים֙, rəfā’îm, Ugaritisch: 𐎗𐎔𐎜𐎎, rpʾum, Fenicisch: 𐤓𐤐𐤀𐤌, rpʾm) of (verouderd) Refaïm zijn een mytisch volk in de Hebreeuwse Bijbel. Naar hen is het Refaïmdal genoemd.

## Hebreeuwse Bijbel
In de Hebreeuwse Bijbel worden de Refaïeten genoemd in een opsomming van Kanaänitische volken (Genesis 14:5; 15:20). In Jozua 12:4 wordt het gebied van de mythische koning Og van Basan "het land van de Refaïeten" genoemd. Het lag in de buurt van de huidige Golanhoogvlakte. Og zelf zou nog van hen afstammen (Jozua 13:12). Zijn bed was ongeveer 1,8 x 4 meter (Deuteronomium 3:11).
Volgens de Hebreeuwse Bijbel noemden de Moabieten de Refaïeten 'Emieten', zo lang als de Enakieten (Deuteronomium 2:10-11), "reuzen" (Numeri 13:33), en de Ammonieten noemden de Refaïeten 'Zamzummieten' (Deuteronomium 2:20).
In 2 Samuel 21:15-22 en 1 Kronieken 20:4-8 worden diverse Refaïeten in relatie tot grote krijgers en vijanden van de Israëlieten genoemd. De bekendste daarvan is reus Goliat, die in deze versie van het verhaal niet door David werd verslagen maar door "Elchanan, zoon van Jari uit Bethlehem". Volgens 1 Kronieken doodde "Elchanan, de zoon van Jaïr", Goliats broer Lachmi.

## Schimmen in het dodenrijk
In Jesaja 26:14, Psalm 88:11 en Spreuken 9:18 wordt het metonym מֵתִים, metim voor de Refaïeten gebruikt als aanduiding van bewoners van sjeol (het dodenrijk in het jodendom). Dit wordt in de Nieuwe Bijbelvertaling vertaald met 'schimmen'. Uit Jesaja 14:9 blijkt het koninklijke karakter dan aan deze schimmen werd toegeschreven:
Het dodenrijk beneden is in rep en roer om jou een ontvangst te bereiden: het wekt de schimmen voor je op van alle leiders van de aarde ...
Uit het erop volgende vers 14:10 blijkt ook hoe zwak ze zijn. Om die reden wordt aangenomen dat het Hebreeuwse  רְפָאִים֙, rəfā’îm is afgeleid van de wortel rph, zwak zijn" en dat Refaïet misschien "mat", "slaap" betekent.

## Mogelijke relatie met Ugaritische bronnen
Over het algemeen wordt aangenomen dat de Ugaritische rāpi’ūma, "helers" (afgeleid van de wortel rp’, "genezen") gelijk zijn of op zijn minst verwant aan de Hebreeuwse rəfā’îm. Ze komen in meerdere teksten voor. In de zogeheten rāpi’ūma-teksten KTU 1.20-22 gaan de rāpi’ūma in op een uitnodiging voor een koninklijk banket, waarvoor zij drie dagen onderweg zijn uit de onderwereld. In KTU 1.108 zegent de leider van de rāpi’ūma de dienstdoende koning voorafgaande aan het banket.  Mogelijk was dit banket ter ere van de voorouders; hier zou een verband kunnen zijn met de de traditie waarnaar Ezechiël 43:7 verwijst. In KTU 1.15 en KTU 1.124 wordt duidelijk dat de rāpi’ūma verantwoordelijk zijn voor het voortbestaan van de dynastie.
Koning Tabnit I van Sidon vervloekte iedere toekomstige schender van zijn graf: "Moge er geen rustplaats voor u zijn bij de rāpi’ūma". Zijn zoon koning Eshmunazar II gebruikte dezelfde formule en voegde hieraan toe " ... en moge zij niet in een graf worden begraven".

## Nieuwe Testament
Volgens Richard Cumberland was Refan (uit Handelingen 7:43) dezelfde als Moloch, Kewan (uit Amos 5:26) en Kronos.